# Wolf 1061 c
Wolf 1061 c oder WL 1061 c ist ein Exoplanet, der den 13,8 Lichtjahre entfernten Roten Zwerg Wolf 1061 umkreist. Er befindet sich in der habitablen Zone.
Er ist der dem Zentralstern zweitnächste Planet in seinem Planetensystem. Wolf 1061c gilt mit einer geschätzten Größe von mehr als 1,5 Erdradien als Supererde.

## Eigenschaften
Wolf 1061 c gilt als Gesteinsplanet, da seine Masse und sein Radius auf eine erdähnliche Dichte schließen lassen. Der Planet umkreist seinen Zentralstern in 17,9 Tagen. Die Gewichtskraft wäre auf Wolf 1061 c aufgrund der höheren Masse 1,6-mal stärker als auf der Erde.
In astronomischen Maßstäben gemessen liegt das Planetensystem von Wolf 1061 mit 13,8 Lichtjahren Entfernung zur Erde relativ nah, was den Planeten zum nächstgelegenen potentiell bewohnbaren Planeten und damit interessant für Astronomen macht.
Die Entdeckung des Planeten, die durch Analyse von 10 Jahre lang gesammelten Daten des HARPS ermöglicht wurde, wurde am 17. Dezember 2015 bekanntgegeben.

## Bewohnbarkeit
Die angenommene Entfernung von 0,084 AE liegt am inneren Rand der habitablen Zone von Wolf 1061, die von 0,073 bis 0,190 AE reicht. Aufgrund der geringen Entfernung zum Zentralstern liegt möglicherweise eine gebundene Rotation vor, was bedeutet, dass eine Seite dauerhaft dem Stern zugewandt ist und die andere Seite nicht. Auch wenn dies extreme Temperaturunterschiede bedeuten würde, könnte die Tag-Nacht-Grenze bewohnbar sein, da dort die Temperatur für flüssiges Wasser gegeben wäre. Zudem könnte ein noch größerer Teil des Planeten bewohnbar sein, wenn seine Atmosphäre dicht genug wäre, um die Hitze von der Tagseite auf den Planeten zu verteilen.
Jérémy Leconte von der University of Toronto und seine Kolleginnen und Kollegen konnten jedoch thermische Gezeiten als Möglichkeit einer nicht-rotationsgebundenen Umlaufbahn in Betracht ziehen. 
Nach dem Habitable Exoplanets Catalog des Planetary Hability Laboratory (PHL) der Universität von Puerto Rico hat Wolf 1061 c einen ESI von 0,76 und liegt damit auf Platz vier der bisher bekannten Exoplaneten.